# Mammillaria muehlenpfordtii
Mammillaria muehlenpfordtii är en kaktusväxtart som beskrevs av C.F. Först. Mammillaria muehlenpfordtii ingår i släktet Mammillaria och familjen kaktusväxter. Inga underarter finns listade i Catalogue of Life.

## Bildgalleri

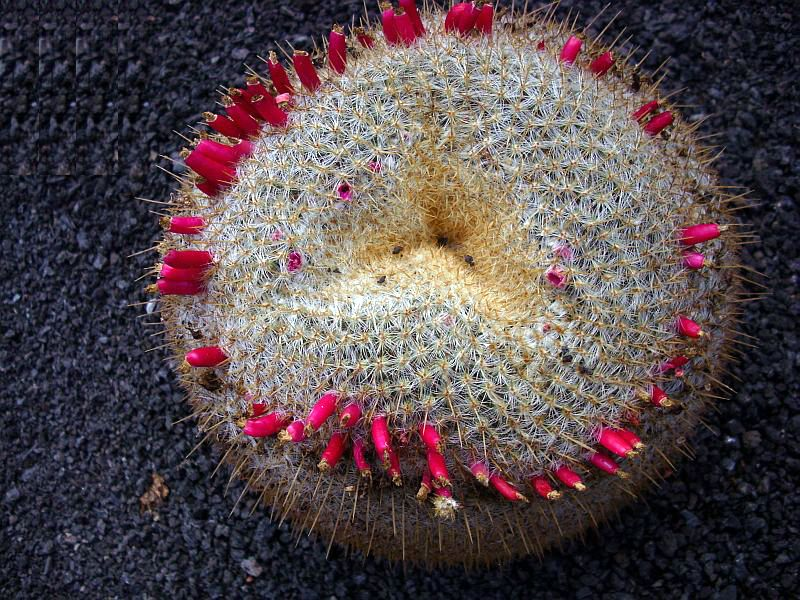
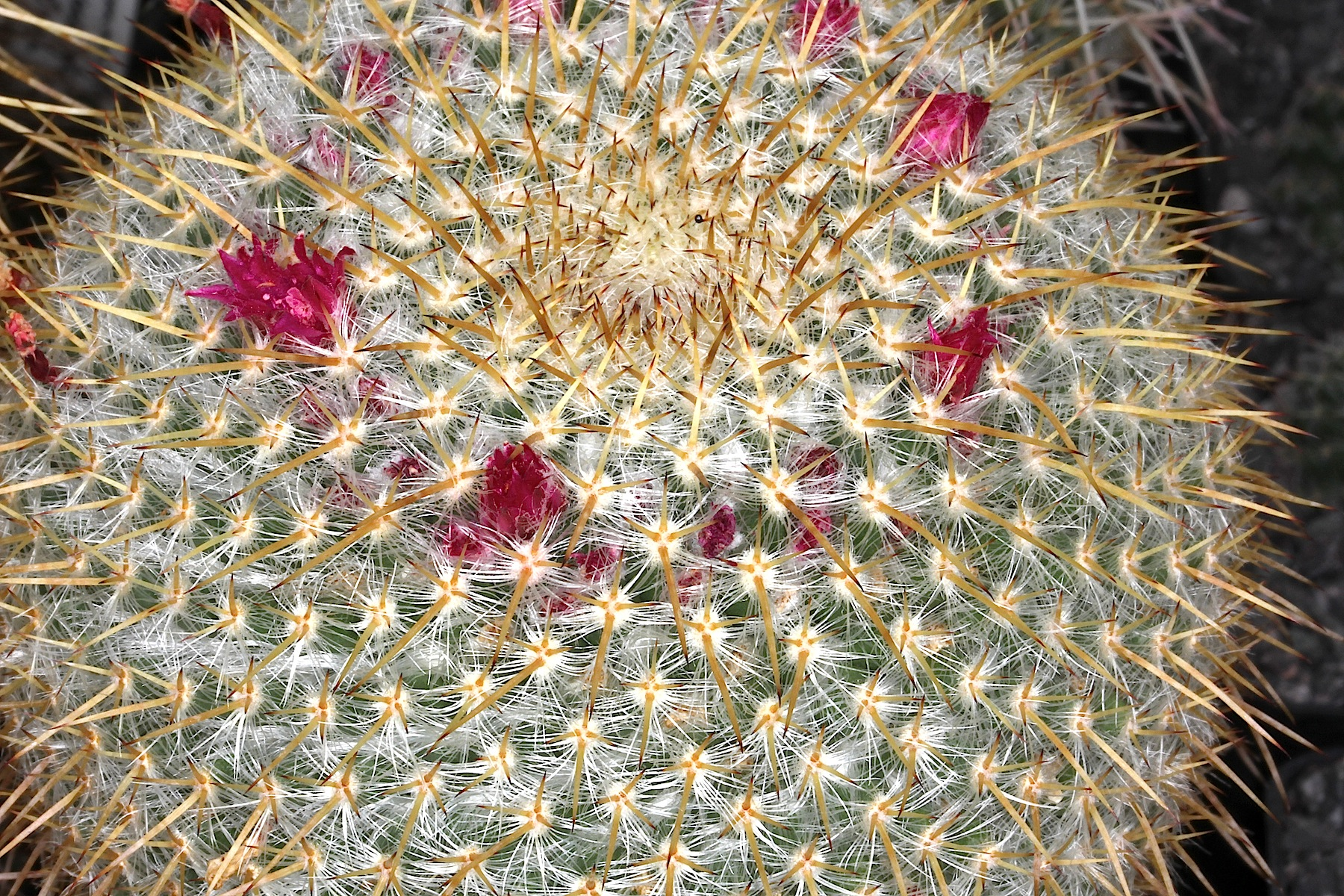
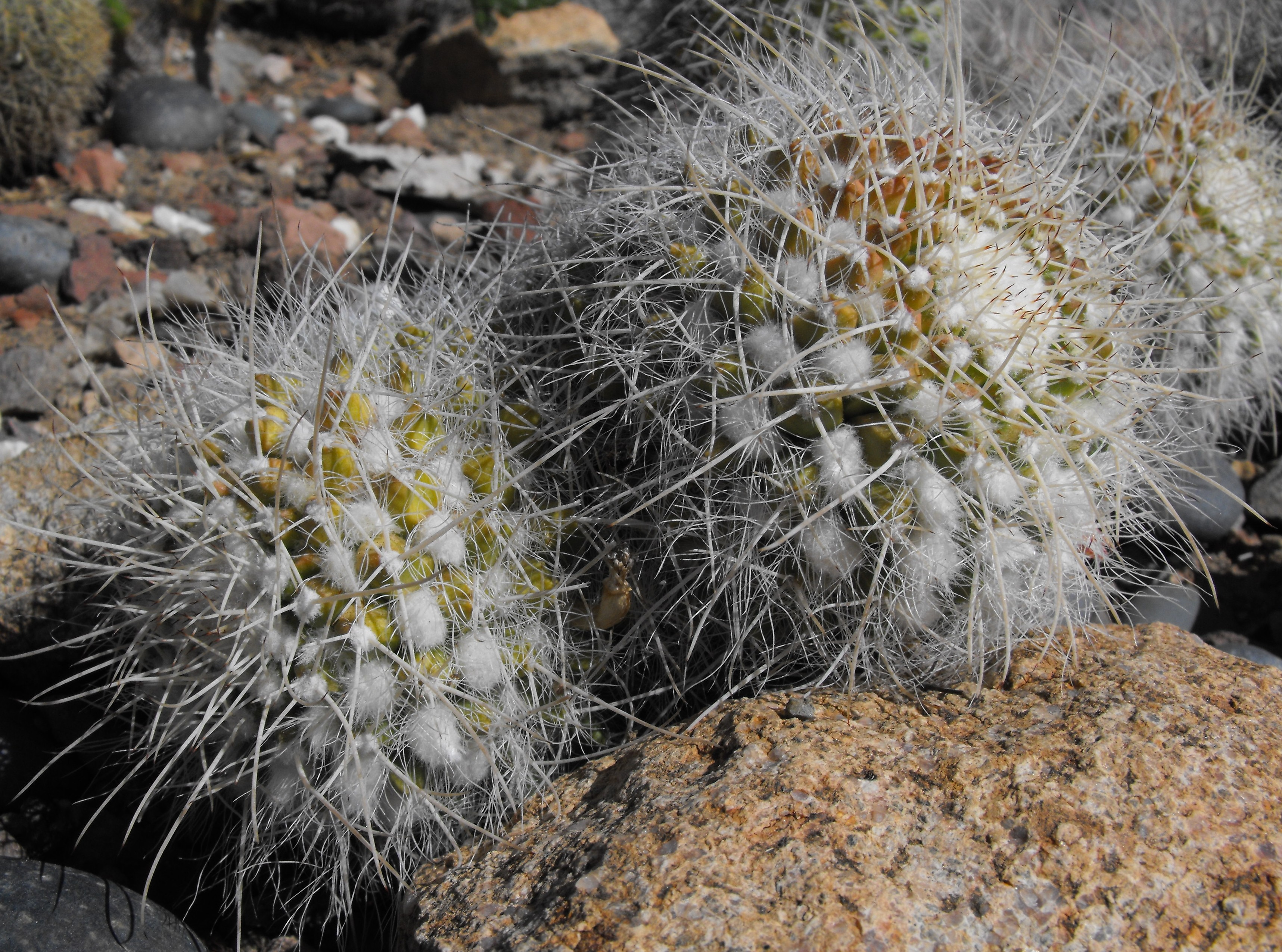
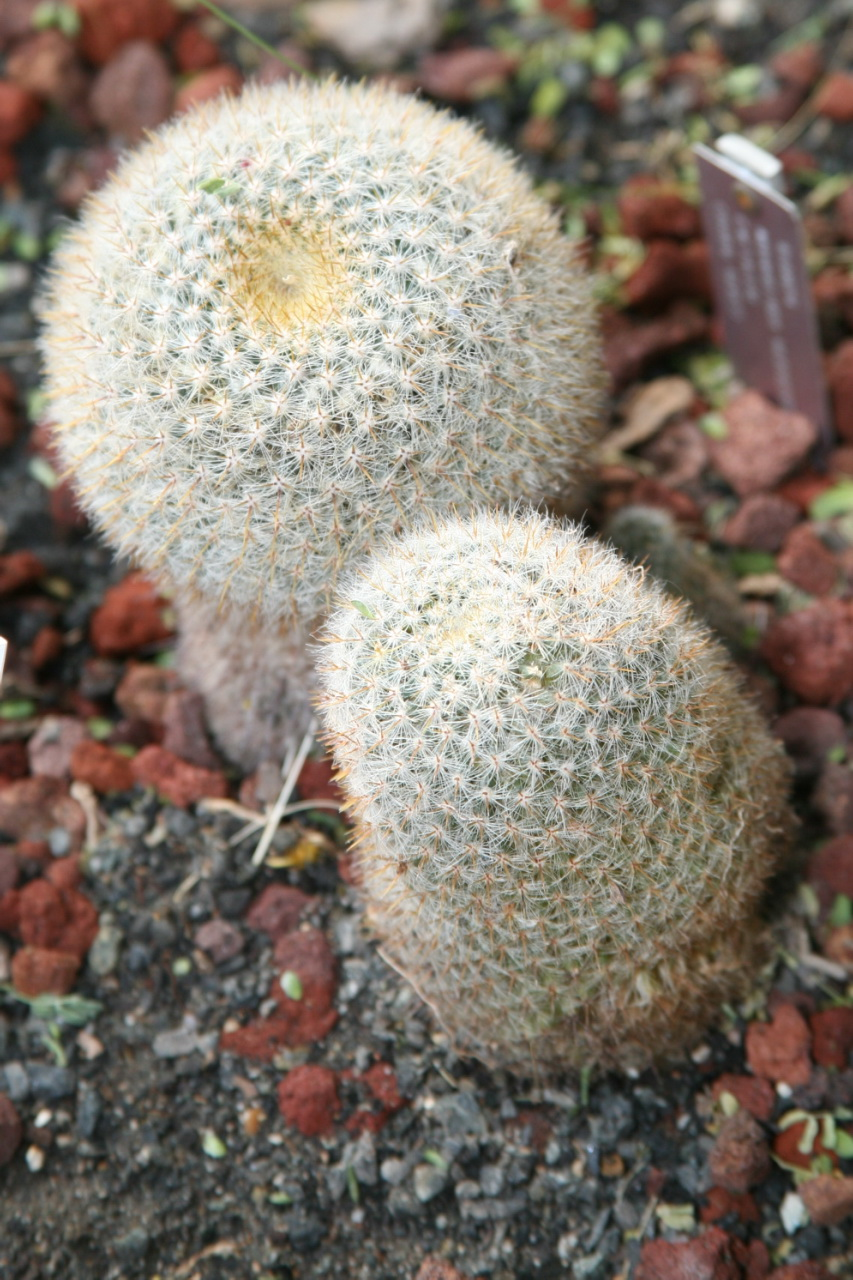
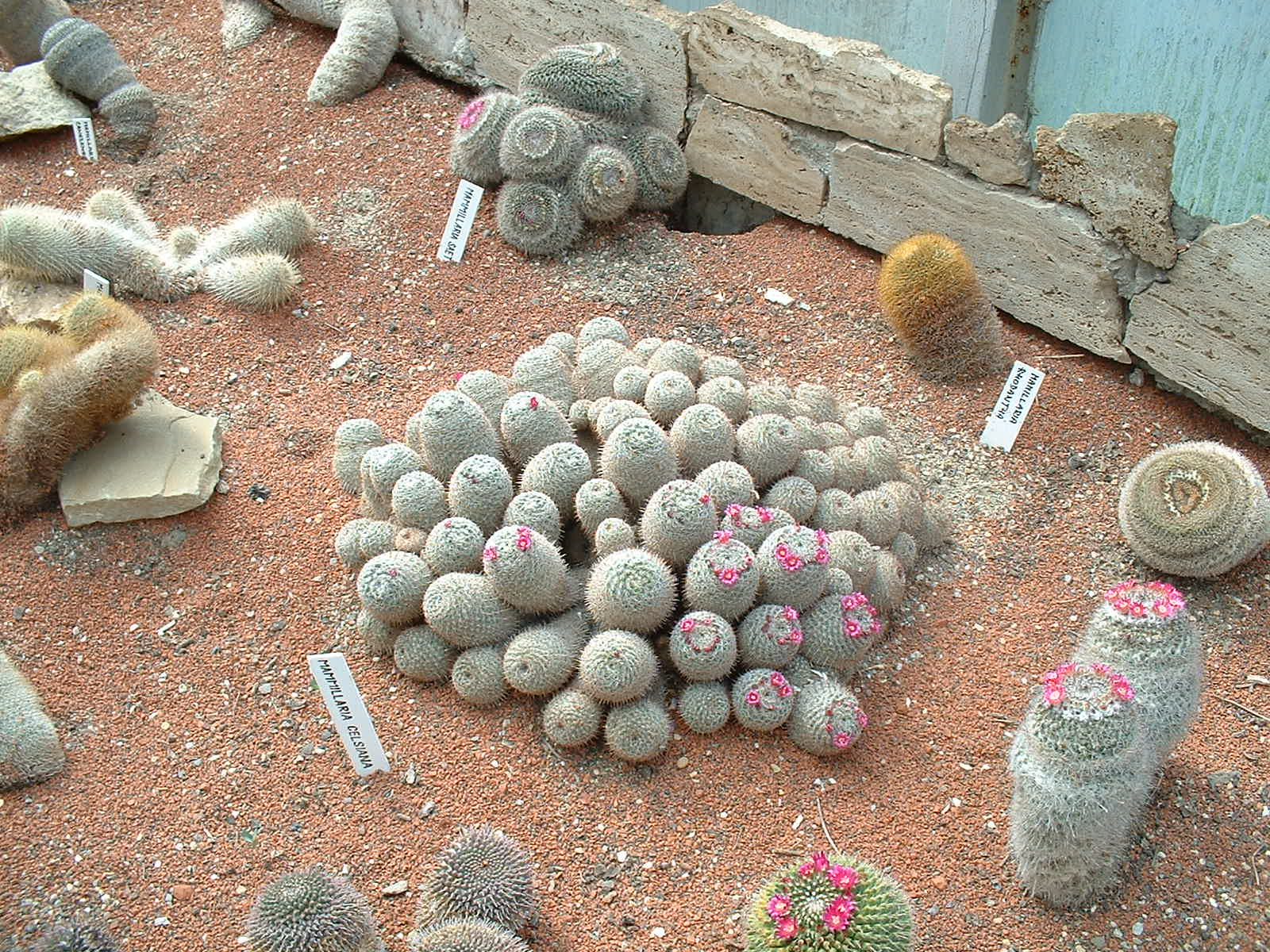
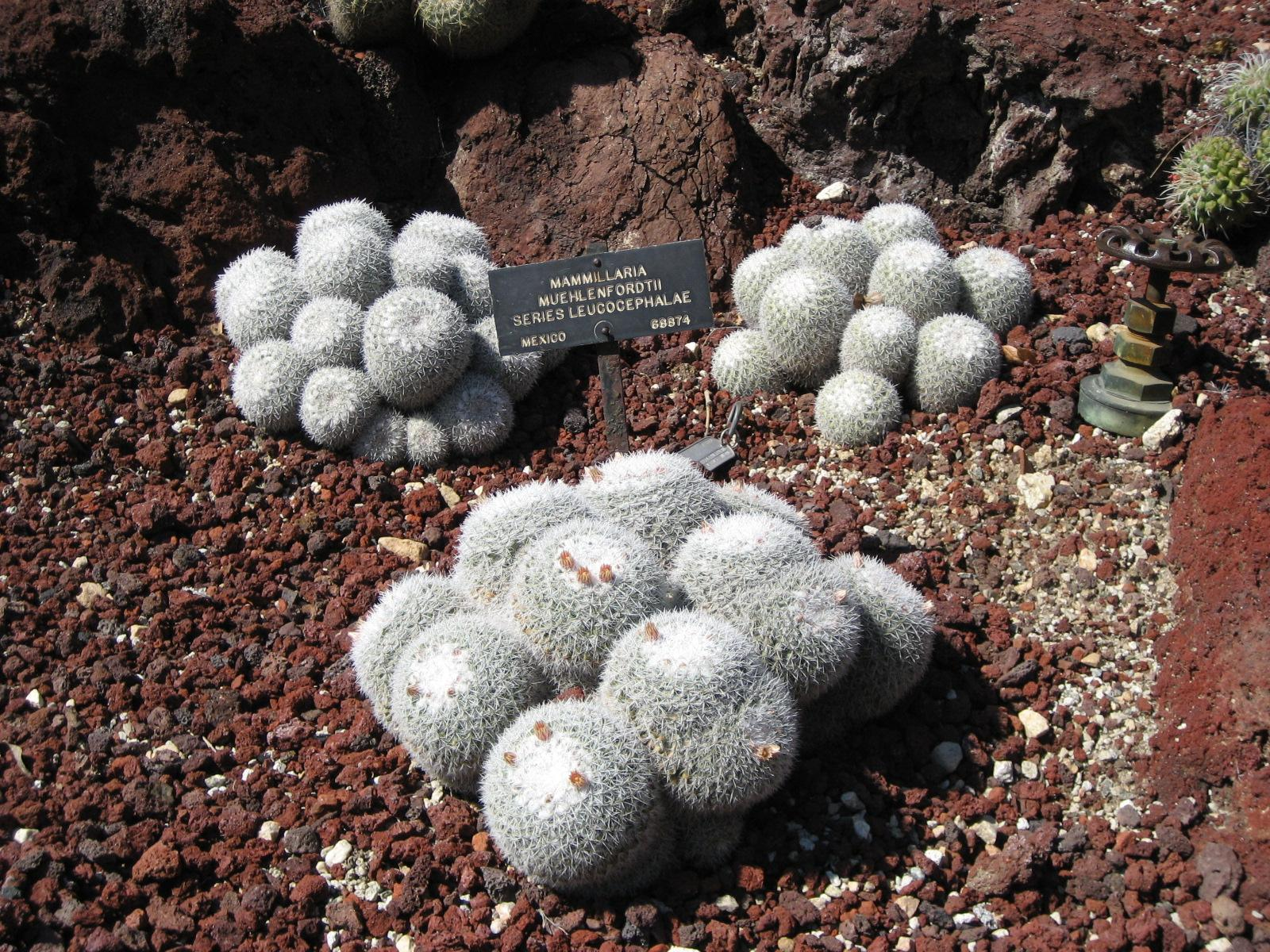